# Конське (гміна)
Гміна Конське (пол. Gmina Końskie) — місько-сільська гміна у східній Польщі. Належить до Конецького повіту Свентокшиського воєводства.
Станом на 31 грудня 2011 у гміні проживало 36923 особи.

## Територія
Згідно з даними за 2007 рік площа гміни становила 249.90 км², у тому числі:
- орні землі: 41.00%
- ліси: 49.00%

Таким чином, площа гміни становить 21.92% площі повіту.

## Населення
Станом на 31 грудня 2011:
| Опис     | Загалом | Загалом | Чоловіки | Чоловіки | Жінки | Жінки |
| -------- | ------- | ------- | -------- | -------- | ----- | ----- |
| одиниця  | осіб    | %       | осіб     | %        | осіб  | %     |
| все      | 36923   | 100     | 17950    | 48.61    | 18973 | 51.39 |
| міське   | 20748   | 100     | 9987     | 48.13    | 10761 | 51.87 |
| сільське | 16175   | 100     | 7963     | 49.23    | 8212  | 50.77 |

## Сусідні гміни
Гміна Конське межує з такими гмінами: Білачув, Ґоварчув, Жарнув, Пшисуха, Радошице, Руда-Маленецька, Смикув, Стомпоркув.